# Área natural de manejo integrado Río Grande Valles Cruceños
El Área Natural de Manejo Integrado Río Grande Valles Cruceños es un área protegida en Bolivia que se encuentra en el departamento de Santa Cruz. Fue creado en marzo del 2007 mediante Resolución Prefectural N° 059/07 y ratificada por el Decreto Departamental N° 161 del 2 de julio del 2012. Tiene una superficie de 734.000 hectáreas. Destaca por su diversidad de flora contiendo más de 2.415 especies.